# Kortvirkesmetoden

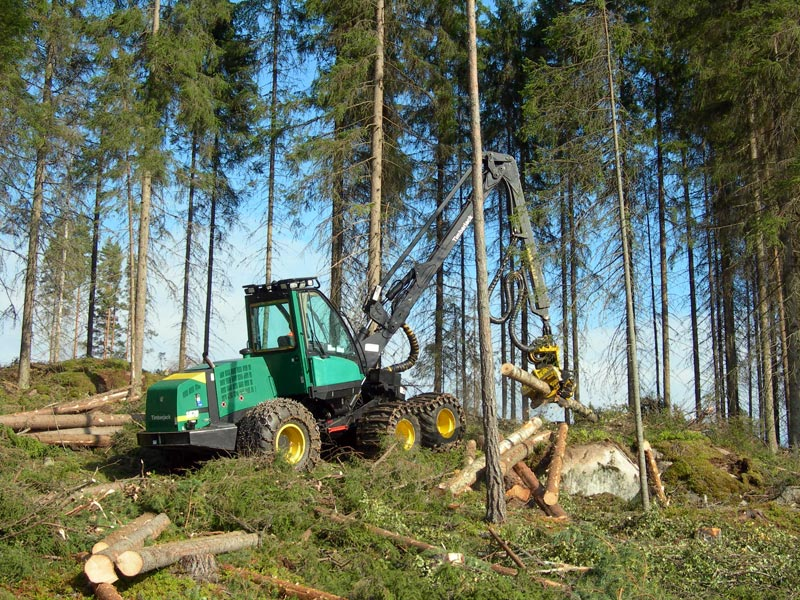
En skördare modell Timberjack 1070D.

Kortvirkesmetoden är en skogsavverkningsteknik som innebär att trädstammarna upparbetas till stockar beroende av både stammens diameter, avsmalning och trädlängd och virkestyp vid avverkningsplatsen för optimering av värdet av skogen eller industrins behov.
Dominerande för kortvirkesmetoden är användandet av ett tvåmaskinsystem med skördare och skotare. Skördaren fäller, kvistar och apterar virket vid avverkningen. Efterföljande skotare transporterar ut virket från terräng till avlägg vid bilväg.
Kortvirkesmetoden används i stora delar av Europa medan man i andra delar av världen som exempelvis i USA och Kanada i större utsträckning använder helstamsmetoden eller helträdsmetoden. Den senare metoden innebär att virket transporteras till industrin som hela stammar där den slutliga upparbetningen sker medan den förra metoden innebär att stammarna kapas efter industrins behov vid avverkningsplatsen. 
Fördelen med kortvirkesmetoden gentemot helstamsmetoden är att i att man i nästa led kör rätt sortiment till rätt industri. Dvs eftersom virket redan är apterat så kör man massaveden till industrier för massatillverkning och således sågtimmer till sågverk.
Kortvirkesmetoden utvecklades från början av svenska skogsmaskintillverkare.  